# Грицаевка (Луганская область)
Грицаевка (укр. Грицаївка) — село, относится к Белокуракинскому району Луганской области Украины.
Население по переписи 2001 года составляло 138 человек. Почтовый индекс — 92241. Телефонный код — 6462. Занимает площадь 1,234 км².

## Местный совет
92241, Луганська обл., Білокуракинський р-н, с. Бунчуківка  (укр.)